# دزیرلس
دزیرلس (فرانسوی: Desireless‎؛ زادهٔ ۲۵ دسامبر ۱۹۵۲) خواننده اهل فرانسه است. او بیشتر با آهنگ «وایاژ وایاژ» که بین سالهای ۱۹۸۶ تا ۱۹۸۸ در چارت بسیاری از کشورها به رتبهٔ یک رسید، شناخته می‌شود.